# سیرا ویو (پنسیلوانیا)
سیرا ویو (به انگلیسی: Sierra View) یک منطقهٔ مسکونی در ایالات متحده آمریکا است که در شهرستان مونرو، پنسیلوانیا واقع شده‌است. سیرا ویو ۴٬۸۱۳ نفر جمعیت دارد.